# Акавов, Артур Арсенович
Арту́р Арсе́нович Ака́вов (род. 14 декабря 1985, Новочеркасск) — российский боксёр средней весовой категории. На любительском уровне победитель многих международных турниров, мастер спорта России, в период 2006—2009 состоял в национальной сборной Эстонии, принимал участие в чемпионатах Европы и мира. На всероссийских соревнованиях представлял город Псков, член спортивного общества «Динамо». Среди профессионалов боксирует начиная с 2011 года, владеет титулом чемпиона Европы по версии WBO, защитил его уже три раза, а также титулом чемпиона мира по версии WBF.

## Биография
Артур Акавов родился 14 декабря 1985 года в городе Новочеркасске Ростовской области, по национальности кумык. В 2003 году переехал на постоянное жительство во Псков, где проживает по сей день.

### Любительская карьера
Активно заниматься боксом начал в возрасте пятнадцати лет, проходил подготовку под руководством тренеров Гайдара Ибрагимова и позже Александра Беха. На любительском уровне побеждал на Кубке Норвегии, на молодёжной спартакиаде Северо-Западного федерального округа, на турнире класса «А» в Эстонии — в 2004 году выполнил норматив мастера спорта России. Много выступал на турнирах в Прибалтике, так, боксировал на турнире памяти Карла Лемана в Таллинне — на стадии полуфиналов встретился с титулованным соотечественником Андреем Балановым, будущим чемпионом Европы, и проиграл ему по очкам со счётом 10:27. На гран-при Олайне в Риге дошёл до полуфинала, после чего был побеждён литовцем Донатасом Бондоровасом.
Долгое время Акавов пытался пройти отбор в основной состав российской национальной сборной, но не мог этого сделать из-за слишком высокой конкуренции, поэтому в конечном счёте перешёл в сборную Эстонии. Тренировался некоторое время в Тарту под руководством Артура Синилиль, состоял в местном боксёрском клубе «Сирге».
В 2006 году стал чемпионом Эстонии в полусреднем весе и выиграл несколько международных турниров в Европе, в том числе одержал победу на мемориальном турнире Карла Лемана в Таллинне. Становился победителем и призёром международных турниров в Турции, Венгрии, Финляндии, Норвегии, Литве, Латвии, Беларуси и России. Побывал также на европейском первенстве в болгарском Пловдиве, но особого успеха там не добился, в стартовом поединке был выбит ирландцем Роем Шаеханом (17:38).
В сезоне 2007 года вновь стал чемпионом Эстонии в полусредней весовой категории. Выступил на гран-при в чешском городе Усти-над-Лабем, проиграл 12:21 местному боксёру Штепану Хорвату, затем дошёл до стадии полуфиналов на международном турнире в Минске, где 15:19 проиграл россиянину Асланбеку Козаеву и вынужден был довольствоваться бронзовой медалью. Помимо этого взял бронзу в Ижевске, на Международном спортивном фестивале по боксу финно-угорских народов, посвященном 450-летнему юбилею добровольного вхождения Удмуртии в состав Российского государства.
Благодаря череде удачных выступлений удостоился права защищать честь страны на чемпионате мира 2007 года в Чикаго, в весовой категории до 69 кг, тем не менее, в первом же поединке со счётом 8:16 потерпел поражение от монгола Мунгунтсойу Нандин-Эрдена.
На чемпионате Эстонии 2008 года выиграл серебряную медаль, уступив в финале Яану Беляеву. Планировал и дальше выступать за эстонскую сборную, однако из-за изменения регламента AIBA и отсутствия эстонского гражданства вынужден был отказаться от этих планов. Принимал участие в зачёте чемпионата России в Калининграде, дошёл в полусреднем весе до стадии 1/8 финала, где со счётом 8:13 проиграл боксёру из Находки Александру Украинцу. Всего в любительском олимпийском боксе провёл 118 боёв, из которых 97 выиграл, в том числе провёл 29 международных встреч, из которых 22 были победными.

### Профессиональная карьера
В июне 2010 года Артур Акавов получил лицензию профессионального боксёра и вскоре провёл первый профессиональный бой, но в итоге его не засчитали по причине отсутствия у соперника медицинских документов. В марте 2011 года официально дебютировал на профессиональном ринге — в дебютном четырёхраундовом поединке, прошедшем в Санкт-Петербурге, единогласным решением судей победил местного боксёра Андрея Корженевского. Всего в течение года провёл пять победных поединков, в результате чего попал в поле зрения известного промоутера Владимира Хрюнова и получил приглашение принять участие в крупном боксёрском турнире в Москве. В апреле 2012 года боксировал в андеркарте титульного боя «Денис Лебедев — Шон Кокс», транслировавшемся на федеральном телеканале «Россия-2», но не смог взять верх над своим оппонентом Олегом Лисеевым — в четвёртом раунде пропустил удар в печень и побывал в нокдауне, а в шестом был оштрафован на одно очко за удержание соперника — в итоге проиграл единодушным судейским решением (75-76, 74-77, 73-79).
Следующие бои Акавов проводил преимущественно в родном Пскове, выиграл четыре поединка подряд, в том числе одолел небитого узбека Бежода Юнусова и опытного соотечественника Марата Хузеева — за счёт этих двух побед резко поднялся в рейтингах и удостоился права оспорить вакантный титул чемпиона Европы в среднем весе по версии Всемирной боксёрской организации (ВБО). Другой претендент, боксёр из Хорватии Иван Юкич, продержался на ринге только один раунд, а в середине второго был нокаутирован.
Завоевав титул чемпиона Европы ВБО, защитил его в поединках с венгром Шандором Мичко и поляком Себастьяном Скжипчинским — оба боя закончились досрочно в четвёртых раундах. Третью защиту чемпионского пояса провёл в Эстонии против грузинского боксёра Давида Макарадзе, в седьмом раунде тот получил рассечение, и рефери остановил бой, засчитав технический нокаут. По состоянию на апрель 2015 года Акавов находился на седьмом месте в мировом рейтинге ВБО.
В июне 2015 года Артур Акавов оспорил вакантный титул чемпиона мира в среднем весе по версии Всемирной боксёрской федерации — в двенадцати раундах единогласным решением судей победил француза Мишеля Мотрома и завоевал таким образом чемпионский пояс.

## Статистика профессиональных боёв
В таблице перечислены результаты всех поединков боксёров.
В каждой строке указан результат поединка. Дополнительно номер поединка обозначен цветом, который обозначает итог поединка. Расшифровка обозначений и цветов представлена в нижеследующей таблице.
| Пример | Расшифровка                     |
| ------ | ------------------------------- |
|        | Победа                          |
|        | Ничья                           |
|        | Поражение                       |
|        | Планируемый поединок            |
|        | Поединок признан несостоявшимся |
| КО     | Нокаут                          |
| ТКО    | Технический нокаут              |
| PTS    | Решение судей (по очкам)        |
| UD     | Единогласное решение судей      |
| MD     | Решение большинства судей       |
| SD     | Раздельное решение судей        |
| RTD    | Отказ от продолжения боя        |
| DQ     | Дисквалификация                 |
| NC     | Поединок признан несостоявшимся |

| 24 поединка, 20 побед (9 нокаутом), 4 поражения. | 24 поединка, 20 побед (9 нокаутом), 4 поражения. | 24 поединка, 20 побед (9 нокаутом), 4 поражения. | 24 поединка, 20 побед (9 нокаутом), 4 поражения. | 24 поединка, 20 побед (9 нокаутом), 4 поражения. | 24 поединка, 20 побед (9 нокаутом), 4 поражения.                                        |
| Бой                                              | Дата                                             | Соперник                                         | Место проведения                                 | Раундов                                          | Примечание                                                                              |
| ------------------------------------------------ | ------------------------------------------------ | ------------------------------------------------ | ------------------------------------------------ | ------------------------------------------------ | --------------------------------------------------------------------------------------- |
| 24                                               | 20 февраля 2021                                  | Эскива Фалкан (27-0)                             | MGM Grand, Лас-Вегас, США                        | RTD4 (10), 3:00                                  |                                                                                         |
| 23                                               | 18 октября 2019                                  | Сергей Мелис (26-24)                             | Олимп-Маарду Калев, Маарду, Эстония              | ТКО5 (8), 1:56                                   | Мелис был в нокдауне в 4 раунде.                                                        |
| 22                                               | 18 января 2019                                   | Деметриус Андраде (26-0)                         | Мэдисон-сквер-гарден, Манхэттен, Нью-Йорк, США   | ТКО12 (12), 2:36                                 | Бой за титул чемпиона мира по версии WBO (1-я защита Андраде) в среднем весе.           |
| 21                                               | 12 мая 2018                                      | Гонсало Кория (12-1)                             | Рига, Латвия                                     | UD (10)                                          | Бой за вакантный титул чемпиона по версии WBO International. Счёт: 96-93, 96-95, 95-94. |
| 20                                               | 24 марта 2018                                    | Хуан Карлос Прада (35-5-1)                       | Нарва, Эстония                                   | KO 1 (8), 0:55                                   |                                                                                         |
| 19                                               | 22 апреля 2017                                   | Хосуэ Обандо (14-13-1)                           | Celebrity Theater, Финикс, США                   | SD (8)                                           | Счёт: 75-77, 77-75, 77-75.                                                              |
| 18                                               | 3 декабря 2016                                   | Билли Джо Сондерс (23-0)                         | Моторпойнт Арена, Кардифф, Великобритания        | UD12 (12)                                        | Бой за титул чемпиона мира по версии WBO (1-я защита Сондерса) в среднем весе.          |
| 17                                               | 30 марта 2016                                    | Тодд Мануэль (11-10-1)                           | B.B. King Blues Club & Grill, Нью-Йорк, США      | ТКО6 (8)                                         |                                                                                         |
| 16                                               | 20 ноября 2015                                   | Фредди Лопес (9-2-0)                             | Aviator Sports Complex, Нью-Йорк, США            | ТКО2 (8)                                         |                                                                                         |
| 15                                               | 12 июня 2015                                     | Мишель Мотмора (27-23-0)                         | А. Ле Кок Арена, Таллинн, Эстония                | UD12 (12)                                        | Бой за вакантный титул чемпиона мира WBF.                                               |
| 14                                               | 21 марта 2015                                    | Давид Макарадзе (21-8-1)                         | Ледовый холл «Тондираба», Таллинн, Эстония       | TКО7 (12)                                        | 3-я защита титула WBO European.                                                         |
| 13                                               | 13 февраля 2015                                  | Себастьян Скжипчинский (11-9-2)                  | Ледовый дворец, Псков, Россия                    | TКО4 (12)                                        | 2-я защита титула WBO European.                                                         |
| 12                                               | 31 октября 2014                                  | Шандор Мичко (24-5-2)                            | КСК Супер, Псков, Россия                         | КО4 (12)                                         | 1-я защита титула WBO European.                                                         |
| 11                                               | 15 мая 2014                                      | Иван Юкич (17-1-0)                               | КСК Супер, Псков, Россия                         | КО2 (12)                                         | Бой за вакантный титул WBO European.                                                    |
| 10                                               | 30 ноября 2013                                   | Марат Хузеев (20-7-1)                            | КСК Супер, Псков, Россия                         | КО1 (8)                                          |                                                                                         |
| 9                                                | 27 апреля 2013                                   | Бежод Юнусов (6-0-0)                             | Гигант-холл «Пароход», Псков, Россия             | UD10 (10)                                        |                                                                                         |
| 8                                                | 24 ноября 2012                                   | Евгений Мешков (1-4-0)                           | КСК Супер, Псков, Россия                         | UD6 (6)                                          |                                                                                         |
| 7                                                | 14 июля 2012                                     | Дмитрий Панкратов (2-3-0)                        | Гигант-холл «Пароход», Псков, Россия             | UD6 (6)                                          | Панкратов был в нокдауне в 1 и 2 раундах.                                               |
| 6                                                | 4 апреля 2012                                    | Олег Лисеев (3-1-0)                              | Crocus City Hall, Красногорск, Россия            | UD8 (8)                                          | Акавов был в нокдауне в 4 раунде.                                                       |
| 5                                                | 8 октября 2011                                   | Сергей Сергеев (2-5-0)                           | Тайфун, Санкт-Петербург, Россия                  | UD6 (6)                                          |                                                                                         |
| 4                                                | 26 июля 2011                                     | Андрей Тылилюк (2-44-3)                          | Цирк, Сочи, Россия                               | UD6 (6)                                          |                                                                                         |
| 3                                                | 27 мая 2011                                      | Геворг Акопян (0-1-1)                            | Тайфун, Санкт-Петербург, Россия                  | UD4 (4)                                          |                                                                                         |
| 2                                                | 16 апреля 2011                                   | Шерхамиль Рахимов (1-2-0)                        | Тайфун, Санкт-Петербург, Россия                  | UD4 (4)                                          |                                                                                         |
| 1                                                | 4 марта 2011                                     | Андрей Корженевский (0-8-1)                      | Тайфун, Санкт-Петербург, Россия                  | UD4 (4)                                          | Профессиональный дебют Акавова.                                                         |

## Личная жизнь
Имеет высшее образование, в 2009 году окончил Псковский государственный политехнический институт, где обучался по специальности экономист-менеджер. Исповедует ислам. С 2011 года женат. Работает детским тренером по боксу в псковском спортивном клубе «Лидер».